# Dryopteris scalpturoides
Dryopteris scalpturoides là một loài thực vật có mạch trong họ Dryopteridaceae. Loài này được (Fée) C. Chr. miêu tả khoa học đầu tiên năm 1905.